# Conzieu
Conzieu – miejscowość i gmina we Francji, w regionie Owernia-Rodan-Alpy, w departamencie Ain.

## Demografia
Według danych na rok 1990 gminę zamieszkiwało 79 osób, a gęstość zaludnienia wynosiła 11 osób/km² (wśród 2880 gmin regionu Rodan-Alpy Conzieu plasuje się na 1541. miejscu pod względem liczby ludności, natomiast pod względem powierzchni na miejscu 1344.). Według danych na styczeń 2012 r. Conzieu zamieszkiwały 153 osoby, przy gęstości zaludnienia wynoszącej 21,25 osób/1 km².